# Hypnum gracilirameum
Hypnum gracilirameum là một loài Rêu trong họ Hypnaceae. Loài này được Müll. Hal. ex Renauld mô tả khoa học đầu tiên năm 1898.